# Montserrat Tomé
Montserrat „Montse“ Tomé Vázquez (* 11. Mai 1982 in Oviedo) ist eine ehemalige spanische Fußballspielerin und heutige ‑trainerin. Von September 2023 bis August 2025 war sie Trainerin der spanischen Fußballnationalmannschaft der Frauen.

## Karriere

### Spielerin

#### Vereine
Sie begann ihre Karriere im Jahr 2003 bei Oviedo Moderno und zog später im Jahr 2007 weiter zu UD Levante. Nachdem sie dann von 2010 bis 2012 beim FC Barcelona gespielt hatte, beendete sie schließlich 2013 ihre Karriere bei Oviedo.

#### Nationalmannschaft
Mit der spanischen U18 nahm sie an der Europameisterschaft 2000 teil und landete mit ihrem Team auf dem zweiten Platz. Zudem wurde sie bei der Austragung im darauffolgenden Jahr 2001 mit ihren Mitspielerinnen noch einmal Vierte. Auch mit der A-Nationalmannschaft kam sie zwischen 2004 und 2009 auf insgesamt vier Einsätze.

### Trainerin
Seit Februar 2018 wirkte Tomé als Co-Trainerin im Stab der spanischen Nationalmannschaft. Zudem war sie von Oktober 2020 bis Oktober 2021 Trainerin der U-23 Spaniens und danach bis August 2022 Trainerin der U-15-Auswahl.
Am 5. September 2023 wurde Tomé von der RFEF zur neuen Trainerin der A-Nationalmannschaft der Frauen ernannt. Zum 31. August 2025 endet das Engagement.